# Manuel Sandoval Vallarta
Manuel Sandoval Vallarta (Cidade do México, 11 de fevereiro de 1899 — Cidade do México, 18 de abril de 1977) foi um físico mexicano.
Foi professor de física no Instituto de Tecnologia de Massachusetts (MIT) e na Universidade Nacional Autônoma do México (UNAM).
Sandoval Vallarta nasceu na Cidade do México em uma família descendente de Ignacio Vallarta, um líder liberal proeminente durante a Guerra da Reforma. Graduado em física no MIT, em 1921, onde obteve o Ph.D. em 1924. Foi membro da faculdade de física do MIT em 1923, tornando-se depois professor pleno. Em 1927 recebeu uma bolsa Guggenheim para estudar física na Alemanha por dois anos. Foi acolhido na Universidade de Berlim e na Universidade de Leipzig, onde foi discípulo de Albert Einstein, Max Planck, Erwin Schrödinger e Werner Heisenberg.
Quando no MIT, Vallarta foi um mentor de Richard Feynman e Julius Adams Stratton. De fato, foi o coautor da primeira publicação científica de Feynman, uma carta ao Physical Review sobre o espalhamento dos raios cósmicos.